# Churchill Park
Churchill Park – wielofunkcyjny stadion w Lautoce w Fidżi. Rozgrywa na nim mecze lokalna drużyna piłkarska Lautoka F.C. Stadion gościł również międzynarodowe zawody w rugby union w ramach Pucharu Narodów Pacyfiku i Pacific Rugby Cup, oraz lokalne – Colonial Cup i Sanyo Cup.
Stadion może pomieścić 18 000 widzów.